# Masami Kurumada
Masami Kurumada (nascido na cidade de Tóquio, capital do Japão, no dia 6 de dezembro de 1953) é um mangaká japonês e autor de vários mangás, dentre eles: Os Cavaleiros do Zodíaco (Saint Seiya no original), B't X, Fūma no Kojirō, Ring ni Kakero, etc.
Masami Kurumada sempre mostrou vocação para desenhar mangás. Mesmo assim, começou a ter trabalhos publicados no início da década de 70, quando ainda era adolescente. Seu primeiro trabalho foi Sukeban Arashi - que conta a história de uma garota brigona -, publicado pela famosa revista Shonen Jump da editora Shueisha. Em 1977, lançou, novamente pela editora Shueisha, seu primeiro grande sucesso: Ring Ni Kakero - a história de um boxeador que chega ao ápice da glória. Em 1982, publicou Fuuma no Kojiro, que mostra a trajetória de Kojiro para evitar que as forças do mal conquistem dez espadas místicas. Mas seu grande sucesso foi publicado apenas em dezembro de 1985: Os Cavaleiros do Zodíaco (Saint Seiya).
Os dois grandes colaboradores para anime de Saint Seiya foram Shingo Araki, ilustrador, e Seiji Yokoyama, compositor.
Depois do sucesso mundial de Saint Seiya, criou B't X, obra famosa e lançada no Brasil pela editora JBC. Esse mangá gerou duas séries de animes.
Após a Toei Animation lançamento dos OVAs da Saga de Hades (de Os Cavaleiros do Zodíaco), e também algumas séries anime por Ring ni Kakero.
Posteriormente, apercebeu-se simultaneamente os mangás Otokozaka e Saint Seiya: Next Dimension que conta os eventos da guerra anterior contra Hades e a continuação da história do mangá clássico Saint Seiya, conhecida como "tenkai-hen". No Japão, Saint Seiya, Saint Seiya: Next Dimension, Fuuma no Kojiro, Ring ni Kakero e B't X são mangás muito bem sucedidos. 
Em 2010, o diretor Louis Leterrier declarou ser fã de Masami Kurumada e este foi convidado pela Warner Bros. para criar pôsteres de divulgação do filme Fúria de Titãs, remake em 3D do filme de 1981.
Um remake CGI do anime Saint Seiya foi produzido desde 2019 e também um filme live action baseado em Saint Seiya, mas também outros trabalhos derivados, como Saint Seiya Omega e Saint Seiya Soul of Gold.
Numerosos produtos de merchandising foram produzidos a partir das obras de Masami Kurumada: brinquedos, bonecos de ação, videogames, chapéus, camisetas, materiais escolares, etc.
Muitos spinoffs foram feitos a partir do mangá Saint Seiya na revista Akita Shoten, tais como: Episode G, Saintia Sho, Rerise of Poseidon, etc, mangá feito por outros autores a pedido/ordem de Masami Kurumada.

## Merchandising
Muitos são os produtos relacionados aos trabalhos de Kurumada: VHSs, DVDs, CDs, Blu-rays, brinquedos, action figures, roupas, cartões, videogames, etc. Estes são vendidos na maior parte do mundo com um grande sucesso.

## Trabalhos
- Sukeban Arashi (1974-1975, 2 Tankōbon)
- Ring ni Kakero (1977-1983, 25 Tankōbon)
- Fuuma no Kojiro (1982-1983, 10 Tankōbon)
- Raimei no Zaji (1983, 1 Tankōbon)
- Otokozaka (1984, retornou em 2014-2024, 11 Tankōbon)
- Saint Seiya (1986-1991, 28 Tankōbon)
- Aoi Tori no Shinwa (1992, 1 Tankōbon)
- Silent Knight Shō (1992, 2 Tankōbon)
- B't X (1994-2000, 16 Tankōbon)
- Akane-Iro no Kaze (1995, 1 Tankōbon)
- Shin Samurai Showdown (1995, Artbook)
- Evil Crusher Maya (1996, 1 Tankōbon)
- Ring ni Kakero 2 (2000-2009, 26 Tankōbon)
- Saint Seiya: Next Dimension - Myth of Hades (2006-2024, 16 Tankōbon)
- Ai no Jidai - Indigo Period (2015, 1 Tankōbon)
- Burning Blood (1996, Artbook)
- Saint Seiya - Taizen Encyclopedia (2001, Character data collection)
- Saint Seiya - Sora Kurumada Masami Illustrations (2004, Artbook and issues data collection)
- Mabudachi Jingi: Kurumada Masami Shoki Tanpenshu (1983, 1 Tankōbon)
- Saint Seiya 30 Shunen Kinen Gashu, Seiiki - Sanctuary (Artbook 2016)
- Saint Seiya Episode Zero/Origin/Destiny (2018-2019, 8 novo capítulos incluído na nova edição do mangá Saint Seiya chamada Saint Seiya Final Edition)
- Saint Seiya Daikaibo by SAN-EI SHOBO Book 2020.[2]
- Fūma no Kojirō: Jo no Maki(2025, 1 Tankōbon).

## Anime, oav, film, live action baseado nas obras de Masami Kurumada
- Saint Seiya (1986 - 1989, 114 episódios).
- Fūma no Kojirō (1989 - 1990, 12 OVA episódios).
- B't X (1996, 25 episódios)
- B't Neo (1997, complementary to B't X, 14 OVA episódios).
- Ring ni Kakero 1 (2004 - 2011, 36 episódios)
- Saint Seiya - The Hades Arc (2002 - 2008, complementary to Saint Seiya, 31 OVA episódios).
- Saintia Sho (2018, 10 episódios ONA).
- Saint Seiya Omega (2012 - 2014, 97 episódios).
- Saint Seiya: Soul of Gold (2015, 13 episódios ONA).
- Knights of the Zodiac (2019, reboot/remake, 36 episódios) [1]
- Fuma no Kojirou (TV tokusatsu drama, 13 episódios)
- Saint Seiya Musical: Adaptação de curta duração do arco Sanctuary e do arco Poseidon da manga de Kurumada para teatro musical, 1991.
- Saint Seiya - Super Musical: Adaptação em live-action do primeiro filme de "Saint Seiya" para o teatro musical, 2011.
- Knights of the Zodiac: The Beginning, 2023. Um filme live action japonês/americano, baseado na história em quadrinhos do autor Kurumada.
- Saint Seiya: Evil Goddess Eris (1987)
- Saint Seiya: The Heated Battle of the Gods (1988)
- Saint Seiya: Legend of the Crimson Youth (1989)
- Saint Seiya: Warriors of the Final Holy Battle (1989)
- Fūma no Kōjirō: Fūma Hanran-Hen (1992)
- Saint Seiya: Heaven Chapter − Overture (2004)
- Saint Seiya: Legend of Sanctuary (CGI motion picture, remake, 2014).